# Transactions of the Rhodesia Scientific Association
Transactions of the Rhodesia Scientific Association (abreviado Trans. Rhodesia Sci. Assoc.) fue una revista científica con ilustraciones y descripciones botánicas que fue publicada en Salisbury desde 1974 hasta 1980, publicándose los números 56 a 59. Fue precedida por Proceedings and Transactions of the Rhodesia Scientific Association y reemplazada por Transactions of the Zimbabwe Scientific Association